# Jamyangiin Urantögs
Aquest és un nom mongol. El nom és «Urantögs», i «Jamyangiin» és un patronímic, no un cognom.

Jamyangiin Urantögs (mongol: Жамъянгийн Урантөгс)  () és una cantant i músic mongola. Va néixer en la família del compositor i multiinstrumentista mongol Ts. Jamyan. A la ciutat d'Uliastai va estudiar el yatga, una cítara tradicional mongola, a l'Escola de Música i Dansa d'Ulan Bator. Més tard, va anar a Moscou per obtenir un títol de composició a la Universitat Estatal Pedagògica de Moscou.
El 2002, Urantögs va ser una de les guanyadores del Segon Concurs Internacional del segle XXI de Moscou. Va fer una gira tocant música tradicional buriata amb el grup de música mongol Namgar a Noruega, la Xina i Malàisia. Canta i interpreta al disc de debut de Namgar, Hatar (2002).
Va estar ensenyant teoria de la música i solfeig a la Universitat de Cultura d'Ulan Batar (Mongòlia) durant algun temps i va editar el llibre de musicologia del seu pare, publicat el 2007.
Va arribar als Estats Units d'Amèrica a mitjan dècada del 2000 amb la banda mongola de música buriata Badma-Khanda, per tocar amb el trombonista Roswell Rudd, i va fer una gira amb Rudd i la banda pels Estats Units, tocant al Carnegie Hall el novembre del 2006. Es va convertir en una intèrpret independent després que la banda tornés a Rússia.